# Tamás Sándor
Tamás Sándor (Debrecen, 20 giugno 1974) è un allenatore di calcio ed ex calciatore ungherese, di ruolo centrocampista.

## Carriera

### Club
Nell'estate 1997 lascia il Debrecen per trasferirsi in Italia al Torino con cui disputa una sola partita nella prima parte di stagione nella Serie B 1997-1998. La sua unica apparizione è datata 14 dicembre 1997 nella vittoria interna per 4-1 contro il  Castel di Sangro, subentrando negli ultimi minuti della gara a Gianluigi Lentini. A gennaio 1998 si è trasferito poi in Turchia al Gençlerbirliği. Dopo altre quattro stagioni passate all'estero, nel campionato israeliano tra le file del Beitar Gerusalemme, nel 2002 ha fatto ritorno in Ungheria al suo club di origine.

### Nazionale
Ha collezionato 11 presenze con la nazionale maggiore ungherese.

## Statistiche

### Cronologia presenze e reti in nazionale
| Cronologia completa delle presenze e delle reti in nazionale ― Ungheria | Cronologia completa delle presenze e delle reti in nazionale ― Ungheria | Cronologia completa delle presenze e delle reti in nazionale ― Ungheria | Cronologia completa delle presenze e delle reti in nazionale ― Ungheria | Cronologia completa delle presenze e delle reti in nazionale ― Ungheria | Cronologia completa delle presenze e delle reti in nazionale ― Ungheria | Cronologia completa delle presenze e delle reti in nazionale ― Ungheria | Cronologia completa delle presenze e delle reti in nazionale ― Ungheria |
| Data                                                                    | Città                                                                   | In casa                                                                 | Risultato                                                               | Ospiti                                                                  | Competizione                                                            | Reti                                                                    | Note                                                                    |
| ----------------------------------------------------------------------- | ----------------------------------------------------------------------- | ----------------------------------------------------------------------- | ----------------------------------------------------------------------- | ----------------------------------------------------------------------- | ----------------------------------------------------------------------- | ----------------------------------------------------------------------- | ----------------------------------------------------------------------- |
| 20-4-1994                                                               | Copenaghen                                                              | Danimarca                                                               | 3 – 1                                                                   | Ungheria                                                                | Amichevole                                                              | -                                                                       | 42’                                                                     |
| 4-5-1994                                                                | Cracovia                                                                | Polonia                                                                 | 3 – 2                                                                   | Ungheria                                                                | Amichevole                                                              | -                                                                       | 64’                                                                     |
| 14-12-1994                                                              | Città del Messico                                                       | Messico                                                                 | 5 – 1                                                                   | Ungheria                                                                | Amichevole                                                              | -                                                                       | 85’                                                                     |
| 8-3-1995                                                                | Budapest                                                                | Ungheria                                                                | 3 – 1                                                                   | Lettonia                                                                | Amichevole                                                              | -                                                                       | 84’                                                                     |
| 14-8-1996                                                               | Siófok                                                                  | Ungheria                                                                | 3 – 1                                                                   | Emirati Arabi Uniti                                                     | Amichevole                                                              | -                                                                       | 81’                                                                     |
| 1-9-1996                                                                | Budapest                                                                | Ungheria                                                                | 1 – 0                                                                   | Finlandia                                                               | Qual. Mondiali 1998                                                     | -                                                                       | 88’                                                                     |
| 10-11-1996                                                              | Baku                                                                    | Azerbaigian                                                             | 0 – 3                                                                   | Ungheria                                                                | Qual. Mondiali 1998                                                     | -                                                                       | 75’                                                                     |
| 19-3-1997                                                               | Ta' Qali                                                                | Malta                                                                   | 1 – 4                                                                   | Ungheria                                                                | Amichevole                                                              | -                                                                       | 46’                                                                     |
| 8-6-1997                                                                | Budapest                                                                | Ungheria                                                                | 1 – 1                                                                   | Norvegia                                                                | Qual. Mondiali 1998                                                     | -                                                                       | 81’                                                                     |
| 6-8-1997                                                                | Siófok                                                                  | Ungheria                                                                | 3 – 0                                                                   | Malta                                                                   | Amichevole                                                              | -                                                                       | 46’                                                                     |
| 29-3-2000                                                               | Debrecen                                                                | Ungheria                                                                | 0 – 0                                                                   | Polonia                                                                 | Amichevole                                                              | -                                                                       | 46’ 88’                                                                 |
| Totale                                                                  |                                                                         | Presenze                                                                | 11                                                                      |                                                                         | Reti                                                                    | 0                                                                       |                                                                         |

## Palmarès

### Giocatore

#### Competizioni nazionali
- Nemzeti Bajnokság II: 1

Debrecen: 1992-1993
- Campionato ungherese: 3

Debrecen: 2004-2005, 2005-2006, 2006-2007
- Coppa d'Ungheria: 1

Debrecen: 2007-2008
- Supercoppa d'Ungheria: 3

Debrecen: 2005, 2006, 2007